# Малое Очкасово
Малое Очкасово — деревня в Залегощенском районе Орловской области России. Входит в состав Бортновского сельского поселения.

## География
Деревня находится в центральной части Орловской области, в лесостепной зоне, в пределах центральной части Среднерусской возвышенности, на правом берегу ручья Алёшни, на расстоянии примерно 26 километров (по прямой) к северо-западу от посёлка городского типа Залегощь, административного центра района.
Климат умеренно континентальный. Среднегодовое количество осадков составляет 537 мм.
Часовой пояс
Деревня Малое Очкасово, как и вся Орловская область, находится в часовой зоне МСК (московское время). Смещение применяемого времени относительно UTC составляет +3:00.

## Население
| 2010 |
| ---- |
| 0    |